# Plan d'incidence

Le plan d'incidence est défini par le vecteur de propagation du rayonnement incident et par le vecteur normal à la surface.

En optique géométrique, dans la description de la réflexion et de la réfraction, le plan d'incidence est le plan qui contient la normale à la surface réfléchissante et le vecteur de propagation du rayonnement incident. En optique physique, ce dernier est le vecteur k, ou vecteur d'onde, de l'onde incidente.
Lorsque la réflexion est spéculaire, comme c’est le cas pour un miroir ou une autre surface brillante, le rayon réfléchi se trouve également dans le plan d'incidence ; lorsque la réfraction se produit également, le rayon réfracté se trouve dans le même plan. La condition de coplanarité entre le rayon incident, la normale à la surface et le rayon réfléchi (ou le rayon réfracté) est connue sous le nom de première loi de la réflexion (première loi de la réfraction, respectivement).

## Polarisation
L’orientation de la polarisation de la lumière incidente par rapport au plan d'incidence a un effet important sur l’intensité de la réflexion. La lumière polarisée p est une lumière incidente polarisée linéairement (en) dont la direction de polarisation se situe dans le plan d'incidence. La lumière polarisée s a une polarisation perpendiculaire au plan d'incidence. Le s de polarisé s vient du mot allemand senkrecht, qui signifie perpendiculaire. L'intensité de la réflexion sur une surface est déterminée par les équations de Fresnel, qui sont différentes pour la lumière polarisée s et la lumière polarisée p.